# Allelogromia
Allelogromia es un género de foraminífero bentónico considerado un sinónimo posterior de Diplogromia de la subfamilia Allogromiinae, de la familia Allogromiidae, del suborden Allogromiina y del orden Allogromiida. Su especie tipo era Gromia brunneri. Su rango cronoestratigráfico abarcaba el Holoceno.

## Clasificación
Allelogromia incluía a las siguientes especies:
- Allelogromia brunneri
- Allelogromia squamosa